# Dahmer – Monster: Die Geschichte von Jeffrey Dahmer
Dahmer – Monster: Die Geschichte von Jeffrey Dahmer ist eine US-amerikanische True-Crime-Miniserie von Ryan Murphy und Ian Brennan.
Die für Netflix produzierte zehnteilige Serie – die am 21. September 2022 veröffentlicht wurde – handelt von dem Serienmörder Jeffrey Dahmer.

## Episodenliste
| Nr. | Deutscher Titel                     | Originaltitel                        | Erstveröffentlichung USA | Deutschsprachige Erstveröffentlichung (D/A/CH) | Regie          | Drehbuch                                                  |
| --- | ----------------------------------- | ------------------------------------ | ------------------------ | ---------------------------------------------- | -------------- | --------------------------------------------------------- |
| 1 | Folge eins                          | Episode One                          | 21. Sep. 2022            | 21. Sep. 2022                                  | Carl Franklin  | Ryan Murphy & Ian Brennan                                 |
| 1991. Glenda Cleveland (Niecy Nash) sieht in ihrer Wohnung fern, als sie Lärm aus ihrer Nachbarwohnung hört, in der Jeffrey Dahmer (Evan Peters) wohnt. Auch der Gestank, der schon seit Wochen aus den Lüftungsschächten dringt, wird zunehmend schlimmer. Doch auf ihre Frage an Jeffrey, den sie eines Tages auf dem Flur abfängt, bekommt sie nur zu hören, dass ihm Fleisch verdorben sei und er es wohl zu spät und falsch entsorgt habe. Jeffrey begibt sich in eine Schwulenbar, wo er vorgibt, als Fotograf nach Modellen zu suchen. Nach einer Weile willigt Tracy (Shaun J. Brown) ein, Jeff zu begleiten. Zurück in Jeffreys Wohnung, bemerkt auch Tracy sofort den seltsamen Geruch und ist beunruhigt, doch Jeffrey beruhigt ihn und bietet ihm einen Drink an, mit dem er ihn unter Drogen setzt. Tracy kann jedoch fliehen und führt die Polizei in Dahmers Apartment. In der Wohnung findet die Polizei menschliche Überreste, was zu Dahmers Verhaftung führt. |                                     |                                      |                          |                                                |                |                                                           |
| 2 | Alle verlassen mich                 | Please Don't Go                      | 21. Sep. 2022            | 21. Sep. 2022                                  | Clement Virgo  | Ryan Murphy & Ian Brennan                                 |
| Die Polizei findet weiterhin Schubladen und Kisten mit Leichenteilen in Jeffrey Dahmers Wohnung in den Oxford Apartments, 924 North 25th Street, Milwaukee, Wisconsin. 1966: Im Rückblick sieht man den Teenager Jeffrey, der mit einem oft abwesenden Vater sowie seiner drogenabhängigen Mutter Joyce (Savannah Brown) aufwächst. Interesse entwickelt er, ermuntert von seinem Vater, lediglich für das Sezieren toter Tiere. 1991 kauft ein erwachsener Dahmer Alkohol für den 14-jährigen Konerak Sinthasomphone und bringt ihn unter dem Vorwand, den Teenager für anzügliche Fotos zu bezahlen, in seine Wohnung. Der vom Alkohol benommene Konerak versucht zu fliehen, schafft es aber nur bis zum Treppenhaus, wo Glenda und ihre Tochter ihn finden. Glenda ist besorgt über das Alter des Jungen und ruft die Polizei, aber die Polizei glaubt Dahmer, dass der Junge ein Erwachsener und sein Freund sei und lediglich zu viel getrunken habe. Die Polizei begleitet Konerak wieder hinein und Dahmer tötet ihn, nachdem sie gegangen sind. Die Episode endet mit einem echten Mitschnitt eines Anrufs von Glenda Cleveland bei der Polizei, in dem sie wiederholt anzweifelt, dass Konerak ein Erwachsener war, und dass die Polizei korrekt vorgegangen sei. |                                     |                                      |                          |                                                |                |                                                           |
| 3 | Einen Dahmer machen                 | Doin' A Dahmer                       | 21. Sep. 2022            | 21. Sep. 2022                                  | Clement Virgo  | Ryan Murphy & Ian Brennan                                 |
| Milwaukee, 1959. Joyce Dahmer nimmt Medikamente. Sie ist mit Jeffrey schwanger. 1977. Ein weiterer tragischer Moment, in dem Jeffrey verzweifelt versucht, zu einem Heteroporno zu masturbieren – ohne Erfolg. In der Schule ist Jeffrey nur bei den coolen Kids beliebt, weil sie gerne über ihn lachen, nicht mit ihm. Er wird mit dem Spruch „Doin’ A Dahmer“ gemobbt, was drauf Bezug nimmt, dass Jeffrey oft seltsam herumtobte und schrie, als hätte er das Tourette-Syndrom. Doch im Naturwissenschaftsunterricht seziert er ein Schwein und wird von einem der Sportler, Chazz, mit sichtlicher Bewunderung beobachtet. Als Jeffrey siebzehn war, trennten sich seine Eltern schließlich, und Joyce nahm den jüngeren Bruder David zu sich. Ihr war es nur recht, dass Jeffrey in diesem Alter für sich selbst sorgen müsse. Jeffrey verbringt seine Zeit allein zu Hause, stemmt Gewichte und schaut sich Männermagazine an, macht Spritztouren und trinkt Bier. Während er eines Tages die Straße entlangfährt, nimmt Jeffrey einen Mann namens Steven Hicks (Cameron Cowperthwaite) mit, der zu einem Pegasus-Konzert trampt. Er bittet Steven, vor dem Konzert noch auf ein paar Bier und etwas Gras mit zu ihm zu kommen, und Steven willigt ein. Zurück in Dahmers Haus in Bath, Ohio, greift Jeffrey nach einem Streit Steven mit einem Gewicht an und schlägt ihm auf den Kopf, was Steven so stark betäubt, dass Jeffrey ihn erdrosselt. Dies war der erste Mord, den Jeffrey Dahmer im Juni 1978 beging ... |                                     |                                      |                          |                                                |                |                                                           |
| 4 | Die Gute-Jungen-Box                 | The Good Boy Box                     | 21. Sep. 2022            | 21. Sep. 2022                                  | Jennifer Lynch | Ryan Murphy & Ian Brennan                                 |
| 1991. Steven Hicks’ Überreste werden in Lionel Dahmers Hinterhof in Bath, Ohio gefunden. Jeffrey spricht mit den Ermittlern darüber, warum er die Knochen verstreut hat. Die Polizisten fragen sich, warum Jeffrey sie überall im Garten verstreut hat, und Jeffrey antwortet: „Ich glaube, ich wollte einfach, dass er noch da ist.“ Er spricht über den von der Polizei bestellten Psychiater, Dr. Park Dietz, und ihr Gespräch darüber, dass er durch die Sezierungen und die Organe sexuell erregt sei. Die Detectives fragen, wie und warum Jeffrey neun Jahre nach dem Mord an Hicks gewartet hat, um erneut zu töten, und Jeffrey antwortet: „Ich habe versucht, ein guter Junge zu sein.“ 1978: Das Ende der Highschool für Jeffrey und der Start des Colleges. Doch Jeffrey trinkt nur viel und besucht bald keine Kurse mehr. Sein Notendurchschnitt liegt bei 0,45, und er wird bald des Colleges verwiesen. Sein Vater beschließt, Jeffrey zum Militär zu schicken. Doch dort lernt Jeffrey die Verwendung von Halcion, einem Schlafmittel, kennen. Er benutzt es, um seine Mitsoldaten zu betäuben, damit er ein wenig Zeit mit ihren fast leblosen Körpern allein verbringen kann. Zurück zu Hause hat Jeffrey mit dem Trinken nicht nachgelassen. Eines Abends besucht er einen Jahrmarkt, sturzbetrunken und beginnt, mit der Hose um die Knöchel, zu masturbieren. Das bringt ihn ins Gefängnis und führt dazu, dass er gefeuert wird und sich wieder auf die Suche nach einer neuen Arbeit machen muss. Was er findet, ist eine Anstellung in einem Blutplasmazentrum in Milwaukee – der perfekte Job für einen Mann mit einem zunehmenden Interesse an Kannibalismus ... Sprung ins Jahr 1987. Jeffrey geht in den Club 219 und lernt Nacht für Nacht neue Männer kennen, mit denen er in einem Badehaus die Nächte verbringt, wo er sie mit Halcion betäubt. Nachdem er einen seiner Gäste beinahe umbrachte, erhält er in allen Badehäusern Milwaukees Hausverbot und geht weiterhin in die Bars, wo er Steven Tuomi (Vince Hill-Bedford) kennenlernt und mit ins Ambassador Hotel geht, wo er ihn unter Drogen setzt ... |                                     |                                      |                          |                                                |                |                                                           |
| 5 | Blut an ihren Händen                | Blood On Their Hands                 | 21. Sep. 2022            | 21. Sep. 2022                                  | Jennifer Lynch | Ian Brennan                                               |
| 1987. Jeffrey Dahmer arbeitet nachts in einer Schokoladenfabrik und lebt noch bei seiner Großmutter. Er trinkt immer noch und ist sich über sich selbst im Unklaren. Eine Todesanzeige in der Zeitung fasziniert ihn derart, dass er an der Beerdigung und der Totenwache teilnimmt. Danach beschließt er, den Leichnam auszugraben. Dies scheitert jedoch, da der Boden noch zu hart ist. Das alles erzählt er 1991 den Kriminalbeamten. Sie wollen wissen, was ihn dazu getrieben hat, die Leiche auszugraben, und Jeffrey sagt, dass er nach einem Leben, das von anderen diktiert wurde, nach einer Sache gesucht habe, die er habe „kontrollieren“ können. Jeffrey erzählt, dass er in Bars ging und Männer mit zu seiner Großmutter nahm, wo er sie unter Drogen setzte, bevor er sie in den Keller brachte, wo er sie zu Tode würgte. Danach legte er sich zu den Leichen und presste seinen Körper gegen die der Opfer. Jeffrey sagt, er habe drei Männer im Haus seiner Großmutter getötet: einen Schwarzen, einen „Chicano“ und einen amerikanischen Ureinwohner. Irgendwann jedoch wird der Gestank im Haus der Großmutter immer schlimmer, und sie beschwert sich, aber Jeffrey benutzt die Ausrede, dass es seine Tierpräparate seien. Und irgendwie kommt seine Großmutter damit klar. Was sie aber merkwürdig findet, ist der junge Mann namens Ron (Dyllon Burnside), dessen Auto eine leere Batterie hat und den Jeffrey unter dem Vorwand, ihm helfen zu wollen, mit ins Haus lockt. Jeffrey versetzt Rons Kaffee mit Drogen, doch seine Großmutter stört ihn bei seinem weiteren Vorhaben und bleibt die Nacht bei Ron. Am Morgen kommt Ron wieder zu sich, immer noch benommen von den Drogen, aber wenigstens am Leben. Jeffrey bringt Ron in einen Bus und wird dort zurückgelassen, bis der Fahrer das Ende der Linie erreicht. Er läuft noch immer sichtlich benommen in ein Feld, bricht zusammen und wacht dann in einem Krankenhaus auf. Ron erzählt Detective Rauss (Matt Cordova) seine Geschichte, doch der schenkt bei einem Besuch im Haus der Dahmers den Weißen mehr Glauben als dem Schwarzen ... |                                     |                                      |                          |                                                |                |                                                           |
| 6 | Verstummt                           | Silenced                             | 21. Sep. 2022            | 21. Sep. 2022                                  | Paris Barclay  | David McMillan & Janet Mock                               |
| Milwaukee, 1960. Ein Baby wird geboren: der kleine Tony Hughes. Dessen Mutter Shirley (Karen Malina White) ist überglücklich, bis sie feststellt, dass Tony taub ist. Ein Arzt stellt fest, dass die Medikamente, die Tony zur Überwindung einer Lungenentzündung verabreicht wurden, Nebenwirkungen hatten und der Junge dadurch dauerhaft schwerhörig wurde. 1991: Der 31-jährige Tony (Rodney Burford) tanzt in einem Club, als er einen gutaussehenden Mann am anderen Ende der Bar bemerkt. Er tanzt mit dem Mann, der Manny (Christopher Bencomo) heißt, trinkt mit ihm ein Bier und wird sitzengelassen, als Manny bemerkt, dass Tony taub ist. Zu Hause kümmert sich Tonys Familie nicht so sehr um sein Liebesleben, sondern nur darum, dass er sie weiterhin stolz macht und für seinen Lebensunterhalt arbeitet. Tony trifft Jeffrey eines Abends beim Tanzen. Er nimmt einen Drink von Dahmer an, und sie setzen sich zusammen an die Bar. Tony holt seinen Notizblock hervor, um seine Nachricht zu schreiben, was Jeffrey überhaupt nicht abschreckt, der sich fröhlich in die Notizen einreiht und schreibt: „Ich bin Jeff.“ Tony und Jeffrey verbringen bald viel Zeit miteinander wie jedes andere Paar. Und Tony ahnt immer noch nicht, mit wem er hier sein Leben verbringt ... |                                     |                                      |                          |                                                |                |                                                           |
| 7 | Kassandra                           | Cassandra                            | 21. Sep. 2022            | 21. Sep. 2022                                  | Jennifer Lynch | Ian Brennan & Janet Mock & David McMillan                 |
| Nach der Verhaftung Dahmers werden sowohl Details seiner Taten als auch der Ermittlungsfehler der Polizei bekannt. Insbesondere Glenda Cleveland ist entsetzt, weil ihr klar wird, dass es weniger Opfer gegeben hätte, wenn man ihre Hinweise und Beschwerden ernstgenommen hätte. Der Bürgerrechtler Jesse Jackson (Nigel Gibbs) interessiert sich aufgrund der großen Anzahl von dunkelhäutigen Opfern für den Fall und trifft sich mit Glenda. Glenda berichtet ihm u. a. davon, dass sie Jeffrey mit dem neuen Nachbarn Dean (Brandon Black) sah, welcher kurz darauf spurlos verschwand, sowie davon, dass Jeffrey einst bei ihr in der Wohnung war und sie aufforderte, eine Beschwerde über ihn bei der Hausverwaltung zurückzunehmen. Als Entschuldigung brachte Dahmer ihr ein Sandwich mit, wobei unklar bleibt, um was für eine Art Fleisch es sich dabei handelte. Jackson möchte die Polizei von Milwaukee für ihre Versehen zur Rechenschaft ziehen. |                                     |                                      |                          |                                                |                |                                                           |
| 8 | Lionel                              | Lionel                               | 21. Sep. 2022            | 21. Sep. 2022                                  | Gregg Araki    | Ian Brennan & David McMillan                              |
| Lionel Dahmer hatte im Verhörraum Zeit, sich zu sammeln. Er wird in einen Raum gebracht, wo Jeffrey in Ketten zu ihm kommt. Jeffrey fragt nach der Großmutter und der Klimaanlage, als ob es sich um ein normales Gespräch handeln würde. Lionel hingegen beginnt darüber zu sprechen, wie er Jeffrey erzogen hat, und will Antworten darauf, warum sein Sohn diese Verbrechen begangen hat. Nicht um der Opfer willen, sondern um seiner selbst willen und um der Familie willen. In der Zwischenzeit wird Joyce Flint, ehemals Joyce Dahmer, von den Medien umschwärmt. Sie macht sich auf den Weg zur Arbeit, wo sie einem jungen Schwarzen das Ergebnis seines HIV-Tests mitteilen muss, der zum Glück negativ ist und bricht mit ihm in Tränen aus. Zu Hause findet Shari Lionel mitten in der Nacht allein auf dem Sofa. Er erzählt Shari, dass er früher, als er noch jünger war, schlechte Gedanken hatte. Er glaubt, dass er einmal Fantasien wie Jeffrey hatte, über ein Mädchen, das in seinem Viertel wohnte. Er sagt auch, dass er einmal darüber nachgedacht hat, wie es wäre, jemanden zu töten, und dann auch Albträume davon hatte. Das Haus der Großmutter ist jetzt ein Tatort. Schlimmer noch, sie ist dement und glaubt immer noch, dass Jeffrey dort wohnt. Und keinen der Polizisten interessiert das, sie sind nur damit beschäftigt, das Haus auseinanderzunehmen, um alle möglichen Beweise zu finden. Im Gefängnis besucht Lionel Jeffrey, um mit ihm darüber zu sprechen, wie die Medien die Dinge darstellen. Jeffrey will sterben, also ist es ihm egal, wer ihn sonst noch umbringen will. Aber Lionel sorgt sich trotzdem um seinen Sohn. Er möchte Jeffrey angemessene Hilfe besorgen und hofft, den Richter davon überzeugen zu können, dass sein Sohn geisteskrank ist, doch der Richter akzeptierte das Plädoyer auf Unzurechnungsfähigkeit nicht. Im Gerichtssaal treffen Joyce und Lionel aufeinander, wo Jeffrey zu fünfzehn aufeinanderfolgenden lebenslangen Haftstrafen verurteilt wird. „Ich werde dich nie wieder verlassen“, sagt Lionel, während die Polizisten seinen Sohn abführen... |                                     |                                      |                          |                                                |                |                                                           |
| 9 | Das Schreckgespenst                 | The Bogeyman                         | 21. Sep. 2022            | 21. Sep. 2022                                  | Jennifer Lynch | Ian Brennan & David McMillan & Reilly Smith               |
| Jeffrey ist im Gefängnis und versucht, sich an das Leben dort zu gewöhnen. Er scherzt mit einem Wärter, er erhält etwas Post. Glenda ist zurück in ihrer Wohnung, aber die Erinnerungen an Dahmer sind immer noch präsent, vom polizeilichen Absperrband an der alten Wohnung bis zu den Medien wie CNN, die immer noch vor der Tür kampieren und nach irgendwelchen verwertbaren Geschichten suchen. Tony Hughes’ Mutter Shirley erhält ein Paket von den Leuten, die das Comic über Dahmer geschrieben haben. Sie ist wütend. Sie will sie verklagen. Ihr Anwalt erzählt ihr auch von Lionels Buch, der begonnen hat, die Geschichte von Jeffrey literarisch aufzuarbeiten. Er schlägt vor, die Familie wegen des Geldes zu verklagen, ebenso wie Jeffrey und die Stadt. Es dauert nicht lange, bis Lionel von den rechtlichen Konsequenzen erfährt. Ein Richter hat angeordnet, dass alle Gewinne aus den Büchern an die Familien der Opfer gehen müssen, ebenso wie das Geld, das Jeffrey im Gefängnis verdient. Die Polizisten sind größtenteils damit beschäftigt, sich bei einer großen Feier auf die Schulter zu klopfen, bei der die beiden Polizisten, die Konerak Sinthasomphone zu einem Serienmörder zurückkehren ließen, mit Preisen ausgezeichnet werden. Parallel dazu überreicht der Polizeichef bei einem winzigen Empfang irgendwo in einem Kirchenkeller Glenda Cleveland eine Auszeichnung für ihre Verdienste um die Rettung von Konerak und die Familie Sinthasomphone bemüht sich auch um eine Zivilklage gegen die Stadt. Doch das macht die Weißen nur noch wütender, und die Familie Sinthasomphone erhält in ihren Nächten zu Hause noch mehr rassistische Anrufe... |                                     |                                      |                          |                                                |                |                                                           |
| 10 | Gott der Vergebung / Gott der Rache | God of Forgiveness, God of Vengeance | 21. Sep. 2022            | 21. Sep. 2022                                  | Paris Barclay  | Ian Brennan & David McMillan & Reilly Smith & Todd Kubrak |
| Glenda sieht sich bei der Arbeit einen Bericht über John Wayne Gacys bevorstehende Hinrichtung an. Im Gefängnis nutzt Jeffrey seine Berühmtheit, um sich auf verschiedene Weise im Gefängnis beliebt zu machen. Einer der Insassen, Christopher Scarver (Furly Mac), mag Dahmer und seine Art überhaupt nicht. Eines Tages sieht er bei seiner täglichen Arbeit Gacy im Fernsehen, der seine im Gefängnis entstandenen Kunstwerke zeigt und über Religion spricht. Anschließend sucht Dahmer den Gefängniskaplan auf und der Kaplan kommt zu dem Schluss, dass es für alles Vergebung gibt, und erzählt die Geschichte von Jesus am Kreuz und den beiden Verbrechern, die an ihren Kreuzen neben ihm hängen, und drängt Dahmer, Christus anzunehmen und Vergebung durch Gott zu finden. In der Außenwelt ist Glenda in der Kirche. Auch sie spricht mit ihrem Pastor über Vergebung. Sie kann Jeffrey nicht vergeben, auch wenn es ein Zwang war, den sie nicht kontrollieren konnte. Einer der Sinthaomphone-Jungen heiratet, und Glenda ist zu der Feier eingeladen. Sie sitzt mit dem stolzen Vater, Southone, auf dem Empfang und die beiden trinken etwas zusammen. Southone spricht davon, dass er versucht, für alle stark zu sein. Er hofft, wieder er selbst sein zu können, doch jeden Tag wacht er auf und erinnert sich daran, dass sein Sohn tot ist, während Dahmer noch lebt. An einem anderen Tag wird Jeffrey zum Arbeitsdienst eingeteilt, wo er mit einem anderen Häftling in der Turnhalle aufräumt. Nach einer Weile geht der diensthabende Wärter auch zu Scarver, um ihn zum Arbeitsdienst zu holen. Als Scarver eintrifft, schließt er sich Dahmer und dem anderen Häftling beim Putzen an. Schließlich lässt der Wärter sie mit ihrer Arbeit allein. Jeffrey fühlt sich schnell unbehaglich. Wenige Augenblicke später ertönen Schreie aus dem nahegelegenen Badezimmer, wo Scarver Dahmer mit den Verbrechen, die dieser begangen hat, konfrontiert, und nach Antworten sucht auf das, was geschehen ist. Scarver schlägt Dahmer mit einer Langhantel zu Tode, indem er ihm wiederholt den Kopf einschlägt. Lionel erfährt die Nachricht von der Ermordung seines Sohnes am Telefon, sieht sich die Leiche an und sagt zu Jeffrey: „Ich habe dich seit dem Tag deiner Geburt geliebt, und ich werde dich bis zu dem Tag lieben, an dem ich sterbe.“ Er weint und umarmt den Leichnam seines Sohnes. Glenda sucht derweil nach einer Gedenkstätte für die Opfer – die sie nie erhalten werden... |                                     |                                      |                          |                                                |                |                                                           |

## Rezeption
Die Kritiken zur Serie fielen überwiegend durchschnittlich aus. Bei Metacritic sind lediglich 46 % von neun Kritiken positiv, bei Rotten Tomatoes sind es 55 % von 29 Bewertungen.

## Aufnahme von Hinterbliebenen der Opfer
Die Verfilmungen von Dahmers Taten und erneuten Erinnerungen an diese lösten bei den Angehörigen von Dahmers Opfern Flashbacks aus.